# ألفريد مولينا
ألفريد مولنا (بالإنجليزية: Alfred Molina)‏ ممثل بريطاني من مواليد 24 مايو 1953 ، واشتهر بدوره في فيلم كلا بدون ابنتي عام 1991م، كما شارك في المسلسل الأمريكي عداء والذي تم إصداره سنة 2017.

## وصلات خارجية
- ألفريد مولينا على موقع IMDb (الإنجليزية)
- ألفريد مولينا على موقع روتن توميتوز (الإنجليزية)
- ألفريد مولينا على موقع مونزينجر (الألمانية)
- ألفريد مولينا على موقع قاعدة بيانات الأفلام العربية
- ألفريد مولينا على موقع ألو سيني (الفرنسية)
- ألفريد مولينا على موقع ميوزك برينز (الإنجليزية)
- ألفريد مولينا على موقع تيرنر كلاسيك موفيز (الإنجليزية)
- ألفريد مولينا على موقع أول موفي (الإنجليزية)
- ألفريد مولينا على موقع بوكس أوفيس موجو (الإنجليزية)
- ألفريد مولينا على موقع قاعدة بيانات برودواي على الإنترنت (الإنجليزية)
- ألفريد مولينا في قاعدة بيانات أقل من برودواي على الإنترنت
- Alfred Molina interviewed on Downstage Center XM Radio at American Theatre Wing، November 2004
- Working in the Theatre: Performance video seminar at American Theatre Wing، April 1998
- Q&A: Alfred Molina
- Alfred Molina — Interview with ABILITY Magazine